# Municipio de Troy (Illinois)
El municipio de Troy (en inglés: Troy Township) es un municipio ubicado en el condado de Will en el estado estadounidense de Illinois. En el año 2010 tenía una población de 45991 habitantes y una densidad poblacional de 501,94 personas por km².

## Geografía
El municipio de Troy se encuentra ubicado en las coordenadas 41°30′28″N 88°11′49″O / 41.50778, -88.19694. Según la Oficina del Censo de los Estados Unidos, el municipio tiene una superficie total de 91.63 km², de la cual 90 km² corresponden a tierra firme y (1.78%) 1.63 km² es agua.

## Demografía
Según el censo de 2010, había 45991 personas residiendo en el municipio de Troy. La densidad de población era de 501,94 hab./km². De los 45991 habitantes, el municipio de Troy estaba compuesto por el 81.18% blancos, el 8.71% eran afroamericanos, el 0.24% eran amerindios, el 1.89% eran asiáticos, el 0.02% eran isleños del Pacífico, el 5.69% eran de otras razas y el 2.27% pertenecían a dos o más razas. Del total de la población el 14.62% eran hispanos o latinos de cualquier raza.